# Luzinova věta
Luzinova věta říká, že libovolná borelovská funkce na množině konečné míry je spojitá na nějaké množině, jejíž míra je libovolně blízká míře původní množiny.
Důkaz je možné provést pomocí Jegorovovy věty.

## Formulace
Nechť {\displaystyle D\subset \mathbb {R} }, {\displaystyle m(D)<\infty }, kde {\displaystyle m} je Lebesgueova míra na množině reálných čísel {\displaystyle \mathbb {R} } a {\displaystyle f:D\to \mathbb {R} } je borelovská funkce.
Pak {\displaystyle \forall \varepsilon >0,\;\exists D_{\varepsilon }\subset D}, takové, že {\displaystyle m(D\setminus D_{\varepsilon })<\varepsilon } a {\displaystyle f\upharpoonleft {D_{\varepsilon }}\in C(D_{\varepsilon })}, tj.
restrikce funkce {\displaystyle f} na {\displaystyle D_{\varepsilon }} je spojitá funkce.